# Röntgen-Gedächtnisstätte

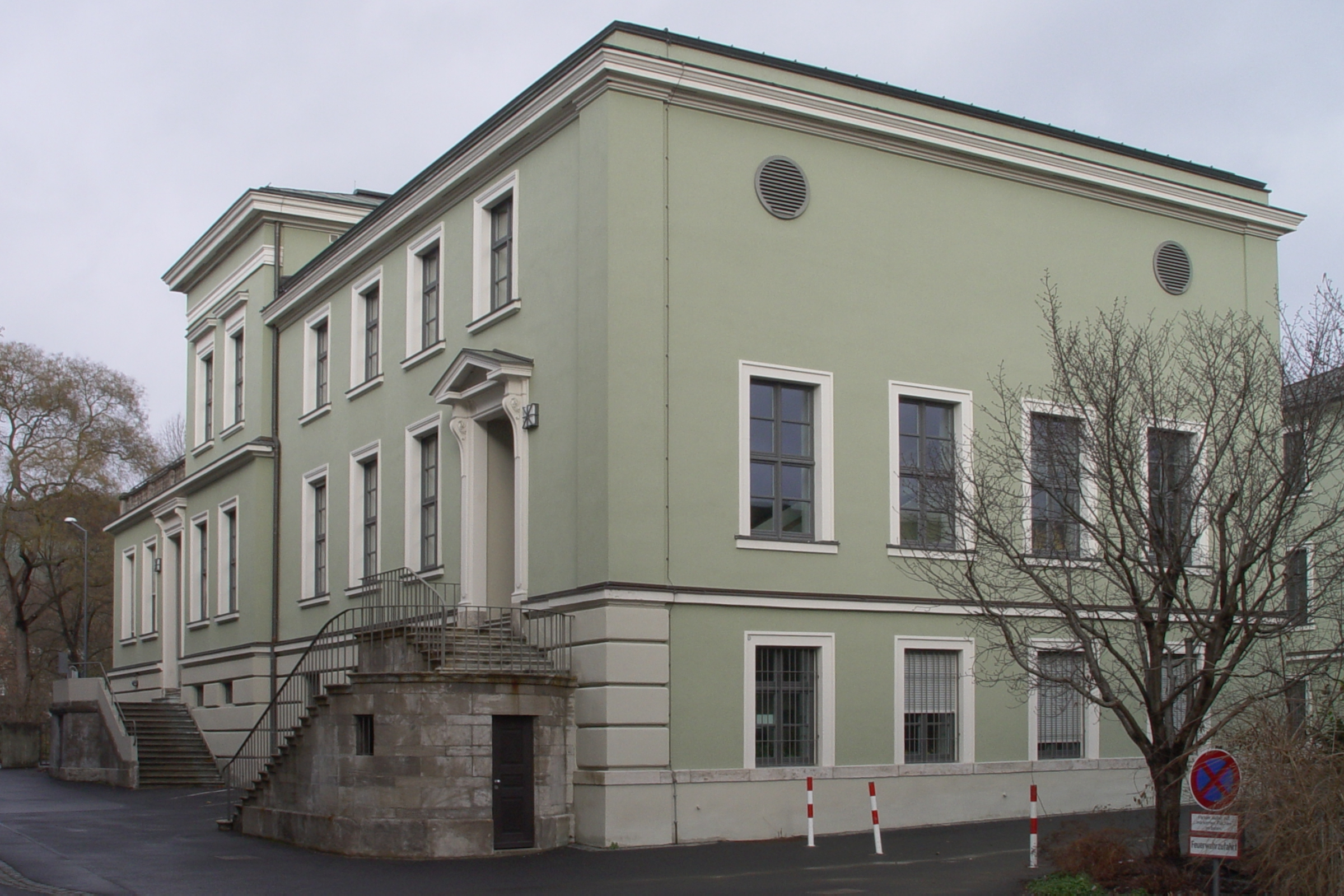
Röntgen-Gedächtnisstätte, Röntgenring, 8, Würzburg.

La Röntgen-Gedächtnisstätte a Würzburg è un piccolo museo in memoria di Wilhelm Conrad Röntgen (1845–1923), che si trova nell'edificio in cui scoprì i raggi X, cosa che gli valse il Premio Nobel per la fisica nel 1901. Esibisce strumenti, apparecchi storici e documenti originali. Un altro museo si trova a Remscheid.

## Sito

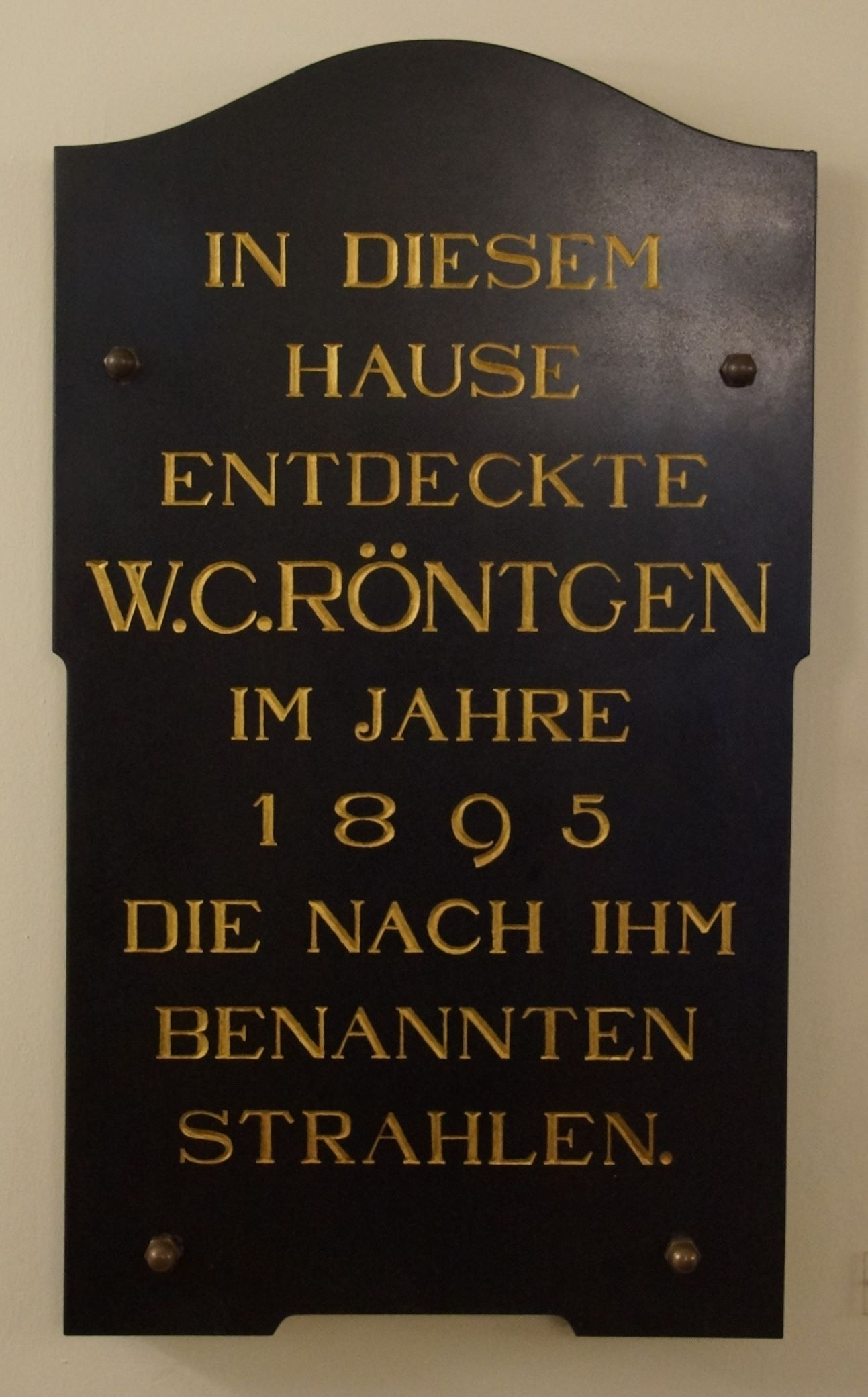
Lapide in memoria di Röntgen.

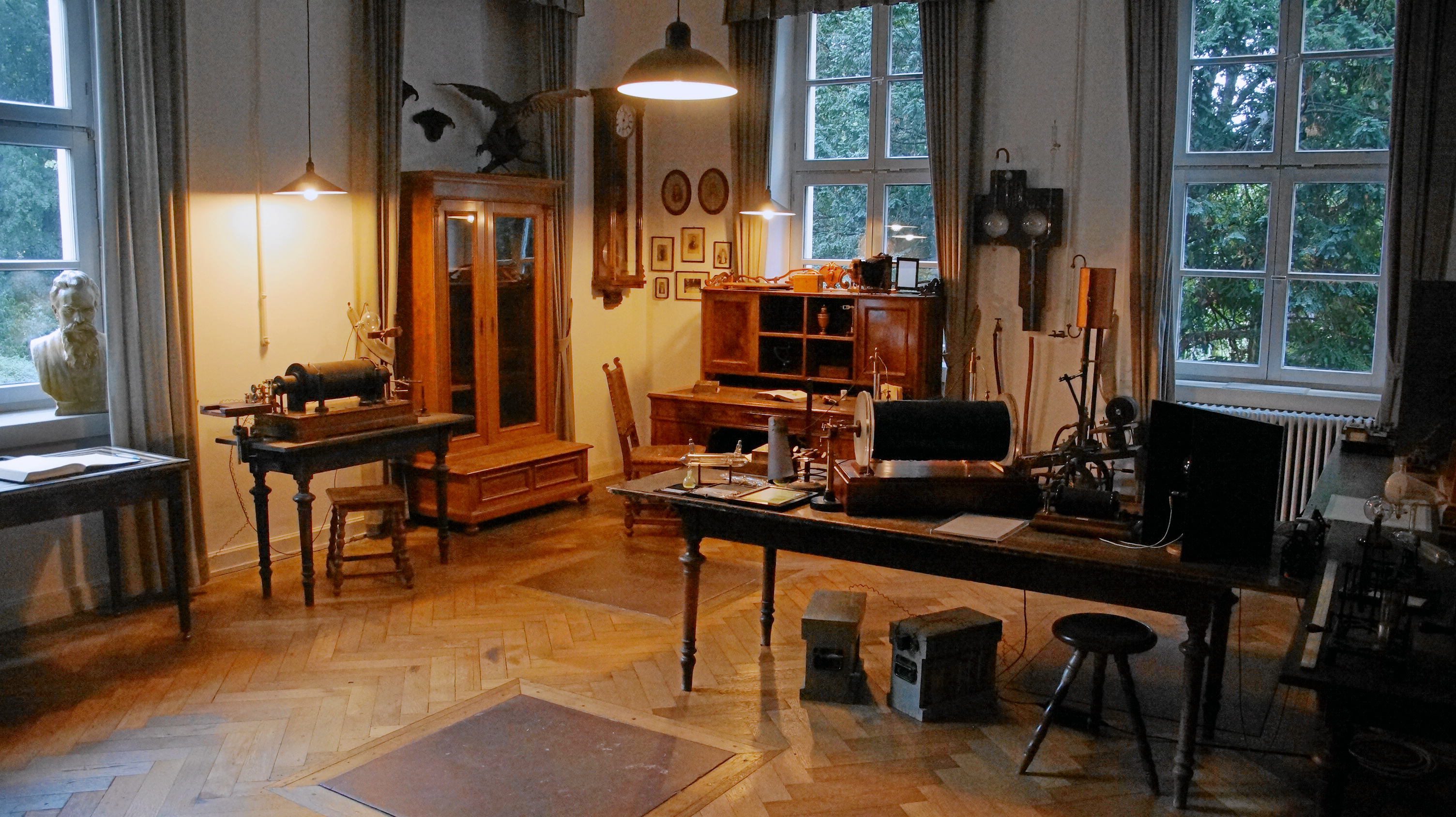
Il laboratorio di Röntgen.

Il museo si trova nei corridoi e due stanze nel pianterreno dell'edificio che nell'epoca di Röntgen ospitava l'istituto di fisica dell'Università di Würzburg in Röntgenring, 8, che oggi fa parte del politecnico. Nel 1909 la strada "Pleicherring", in cui si trova la casa, è stata ribattezzata "Röntgenring" in onore di Röntgen.

## Storia
La sera di venerdì 8 novembre 1895 Röntgen scoprì nel suo laboratorio i raggi che penetrano la materia. Li chiamò raggi X. Il 23 gennaio 1986 presentò la tesi su un nuovo tipo di raggi davanti alla Physikalisch-Medizinische Gesellschaft (società di Fisica e Medicina) di Würzburg. Durante la discussione seguente l'anatomista Albert von Kölliker propose di chiamare questi raggi Röntgenstrahlen (raggi Röntgen), come si dice ancora oggi in tedesco.

## Esposizione

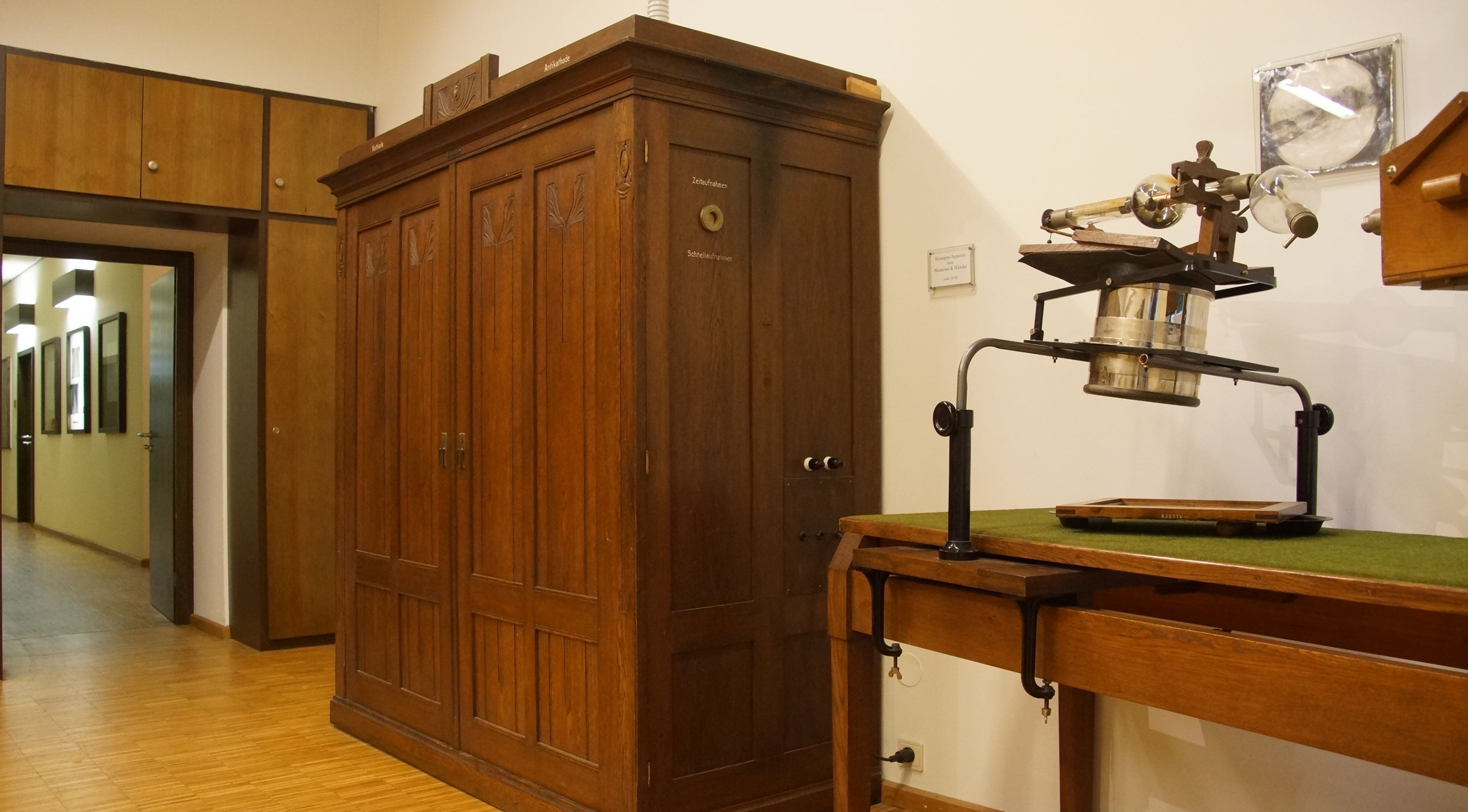
Apparecchio radiografia di Siemens & Halske del 1912.

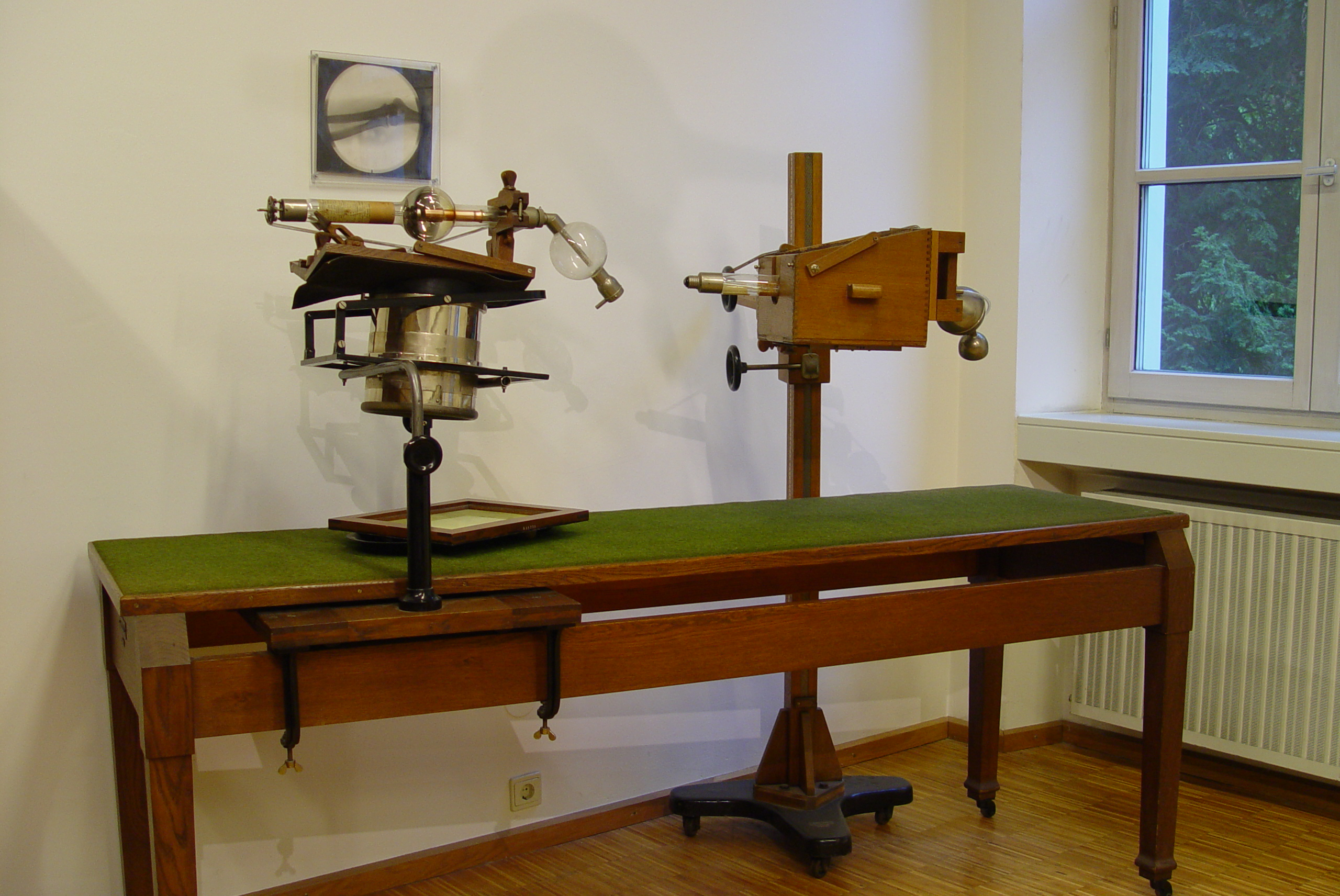
Due valvole a raggi X

Il museo dà un'impressione della ricerca fisica di fine ottocento. C'è un esperimento con raggi catodici che emette anche raggi X. Un altro esperimento sulla penetrazione di materia fissa si trova nel laboratorio storico. In un'altra stanza sono esposti vari tubi, un apparecchio radiografia medico Siemens & Halske del 1912 e diversi documenti originali. Nell'atrio una pellicola spiega l'intento del museo e la vita di Röntgen. Nel corridoio sono esposti altri piccoli oggetti. Un'animazione mostra la fisica dei raggi X.

## Curatorio
L'associazione Kuratorium zur Förderung des Andenkens an Wilhelm Conrad Röntgen in Würzburg e.V. promuove la memoria di Wilhelm Conrad Röntgen nel luogo della scoperta dei raggi X tramite l'istituzione, la manutenzione e la gestione del museo.